# Place Albert-Memmi
La place Albert Memmi est une voie située dans le 4e arrondissement de Paris, en France.

## Situation et accès
La place est située à l'intersection de la rue de la Verrerie et de la rue du Temple. Elle est accessible par les lignes 1 et 11 à la station Hôtel de Ville dont un des accès (ouvert en décembre 2020) est situé à proximité le long de la rue de la Verrerie.

## Origine du nom
La voie porte le nom d'Albert Memmi (1920-2020), écrivain et essayiste franco-tunisien.